# Övre Kongo
Övre Kongo (Övre Congo) är ett vanligt förekommande namn på det stora område i Centralafrika som genomflyts av Kongofloden och de flesta av dess bifloder. Övre Kongo innefattar idag delar av Kongo-Kinshasa, Kongo-Brazzaville, Centralafrikanska republiken, Zambia, Angola, Kamerun och Tanzania. De två största städerna är Kinshasa (huvudstad i Kongo-Kinshasa) och Brazzaville (huvudstad i Kongo-Brazzaville), som båda ligger vid Malebodammen (tidigare Stanley-Pool), på var sin sida om Kongofloden. I södra delen av Centralafrikanska republiken, vid bifloden Oubangui, ligger huvudstaden Bangui. Övre Kongo gränsar i väster till Nedre Kongo, som idag utgör provinsen Kongo-Central i Kongo-Kinshasa. Vanligt förekommande är också namnet Franska Kongo (Mellersta Kongo, Mellankongo), men detta område kan historiskt sett sägas innefattas i Övre Kongo. Det är Kongoflodens olika delar från källa till mynning (Övre Kongo, Mellersta Kongo och Nedre Kongo) som har namngivit respektive omgivande område.   

## Historia
De länder i Centralafrika som Kongofloden med bifloder genomflyter kallades i början av 1900-talet för Kongo eller Kongobassängen (idag Kongobäckenet). I politiskt hänseende var länderna uppdelade i Belgiska Kongo, Franska Kongo och Portugisiska Kongo (nuvarande Kabinda). I fysiskt hänseende var Kongo uppdelat i Nedre Kongo och Övre Kongo. Nedre Kongo sträckte sig från havet omkring 500 km upp efter Kongofloden till Malebodammen (tidigare Stanley-Pool). Övre Kongo bestod av hela den övriga delen av Kongo.
När Kongofloden först upptäcktes av européer i slutet av 1400-talet kallade man den Zairefloden. Namnet Zaire kommer från en portugisisk omarbetning av ordet nzere, som på kikongo betyder flod. Under 1500-talet och 1600-talet fortsatte floden att kallas Zairefloden. Först i början av 1800-talet kom den att heta Kongofloden och har hetat så sedan dess, förutom åren 1971-1997, då den under Joseph-Désiré Mobutus styre hette Zairefloden. 
Belgiska Kongo var en belgisk koloni 1908–1960 och omfattade ungefär 2/3 av Kongobäckenet med en yta på 2 345 000 km². Den belgiska staten övertog 1908 kolonin från kung Leopold II av Belgien, som hade ägt den personligen under åren 1885–1908 under namnet Fristaten Kongo eller Kongostaten. 1960 blev landet självständigt och fick först namnet Republiken Kongo (allmänt kallat Kongo-Léopoldville), senare Zaire och Demokratiska republiken Kongo (allmänt kallat Kongo-Kinshasa). 
Franska Kongo eller Mellankongo (franska: Moyen-Congo) var en fransk koloni från 1880-talet som 1910 uppgick i Franska Ekvatorialafrika. Området bestod då av de nuvarande staterna Kongo-Brazzaville, Gabon, Centralafrikanska republiken och Tchad. Gabon och Tchad innefattas inte i Kongobäckenet. 
Portugisiska Kongo var en portugisisk koloni som idag motsvarar den angolanska provinsen Kabinda med en yta på 7 270 km². Området var en del av det politiskt uppdelade Kongo i början av 1900-talet, men innefattas inte i Kongobäckenet. Kabinda är avskild från resten av Angola av Kongo-Kinshasa som gränsar till provinsen i söder och öster. I norr gränsar Kabinda mot Kongo-Brazzaville och i väster finns Atlanten. Ursprungligen utgjorde Kongofloden en naturlig gräns mellan Kabinda och Angola, men vid Berlinkonferensen 1885 utvidgades Kongostatens område västerut till Kongoflodens mynning i Atlanten.  

## Geografi
Övre Kongo ligger runt Ekvatorn och sträcker sig omkring 1 900 km från norr till söder. I norra delen finns Kamerun, Centralafrikanska republiken, Kongo-Brazzaville och norra Kongo-Kinshasa. I väster där Övre Kongo övergår i Nedre Kongo finns Malebodammen (tidigare Stanley-Pool) samt städerna Kinshasa och Brazzaville. I öster finns det Östafrikanska gravsänkesystemet, Tanganyikasjön och Tanzania. I söder finns Angola och Zambia.
Övre Kongo består till största delen av regnskog och nästan hela ytan upptas av Kongofloden och dess bifloder. Kongobäckenet omfattar 3 747 300 km² och har världens näst största regnskog och avrinningsområde (efter Amazonas). Nedre Kongo täcker endast 1,4 procent av Kongobäckenets yta (53 920 km²). Kongofloden är Centralafrikas längsta flod och Afrikas näst längsta efter Nilen, med en total längd på 4 700 km. Den är med medelvattenföringen 40 250 m³/s världens näst vattenrikaste flod (efter Amazonfloden) och världens djupaste (cirka 225 meter). Från sina källor till mynningen i Atlanten delas den upp i Övre Kongo, Mellersta Kongo och Nedre Kongo. 
Kongofloden har ett 30-tal bifloder. Lualaba i Kongo-Kinshasa är den största i vattenmängd räknat och rymmer Boyomafallen (tidigare Stanleyfallen), världens största vattenfall räknat i volymflöde med 17 miljoner liter/sekund. Den mest avlägsna är Chambeshi (eller Chambezi) i nordöstra Zambia, som har sin början på höglandet i det Östafrikanska gravsänkesystemet, 1 760 meter över havet, nära Tanganyikasjön. Strax norr om Boyomafallen, precis där bifloden Lualaba övergår i Kongofloden, ligger staden Kisangani (tidigare Stanleyville). Där bifloden Ruki mynnar ut i Kongofloden ligger staden Mbandaka (fram till 1966 Coquilhatville), som ligger i höjd med Ekvatorn och grundades 1883 av Henry Morton Stanley. Vid Albertsjön i nordöstra Kongo-Kinshasa ligger bergskedjan Blue Mountains (Monts Bleus). I dess västra sluttningar finns källan till bifloden Ituri, som efter att ha övergått i Aruwimi flyter västerut och förenas med Kongofloden vid staden Basoko.  
I och omkring det Östafrikanska gravsänkesystemet ligger De stora sjöarna (engelska: Great Lakes) som består av Victoriasjön, Tanganyikasjön, Albertsjön, Edwardsjön, Kivusjön och Malawisjön. Av dessa har Tanganyikasjön och Kivusjön sitt utflöde i Kongofloden. Tanganyikasjön är världens näst största sötvattenssjö i volym räknat och världens näst djupaste (1 435 meter) efter Bajkalsjön i Sibirien. Sjön har periodvis sitt enda utflöde i Lukugafloden som i sin tur mynnar ut i Lualaba. De första europeiska upptäcktsresande som nådde fram till sjön var Richard Francis Burton och John Hanning Speke år 1858. Kivusjön mynnar ut i Ruzizifloden som leder vidare till Tanganyikasjön. Den första europé som besökte sjön var tysken Adolf von Götzen år 1894.  
På gränsen mellan Uganda och Kongo-Kinshasa, i den västra delen av det Östafrikanska gravsänkesystemet, ligger den 130 km långa bergskedjan Ruwenzori (historiskt ofta benämnt "Månbergen"). Här finns de två högsta bergen i Kongo-Kinshasa, Mount Stanley och Mount Emin. Mount Stanley är Afrikas tredje högsta berg och har fått sitt namn efter Henry Morton Stanley. Dess högsta topp, Margherita Peak, når upp till 5 109 meter och har fått sitt namn efter den italienska drottningen Margherita av Savojen. Mount Emin når upp till 4 798 meter och har fått sitt namn efter Mehmed Emin Pasha, tysk läkare, guvernör och forskningsresande. Tillsammans med de ännu högre Kilimanjaro och Mount Kenya är Ruwenzori de enda afrikanska bergen med permanent snöklädda bergstoppar. 

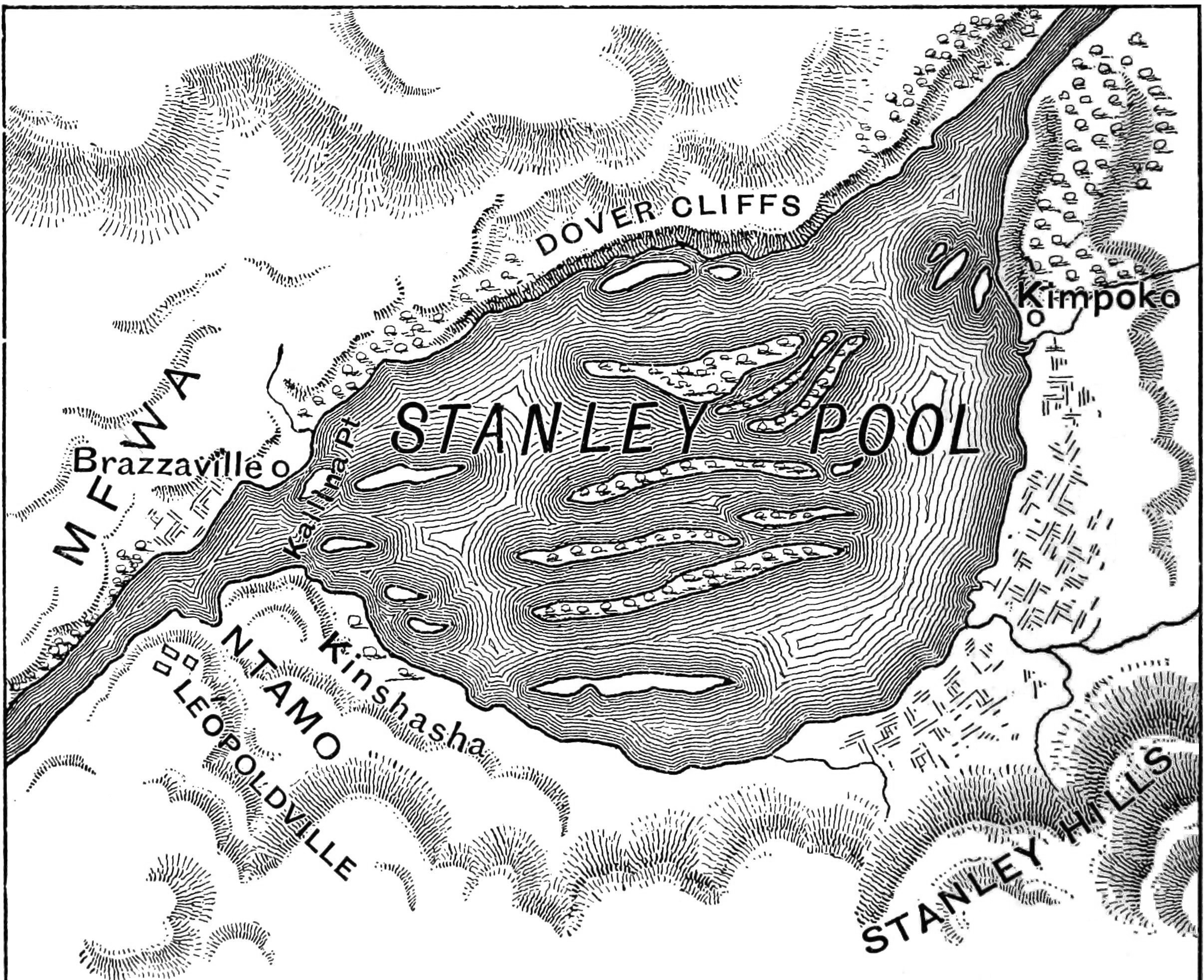
Malebodammen (karta från 1895).
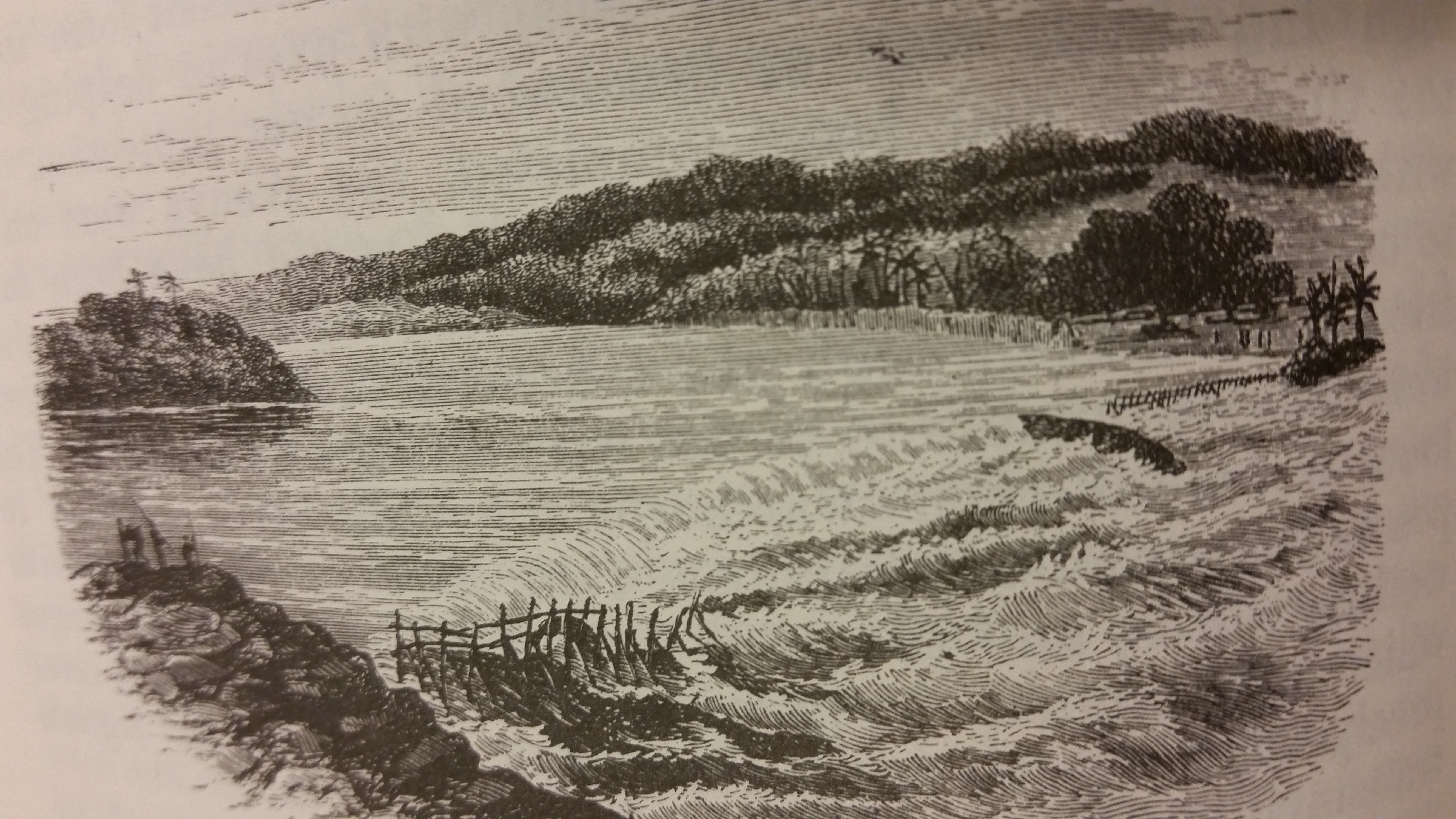
Boyomafallen (tidigare Stanleyfallen).
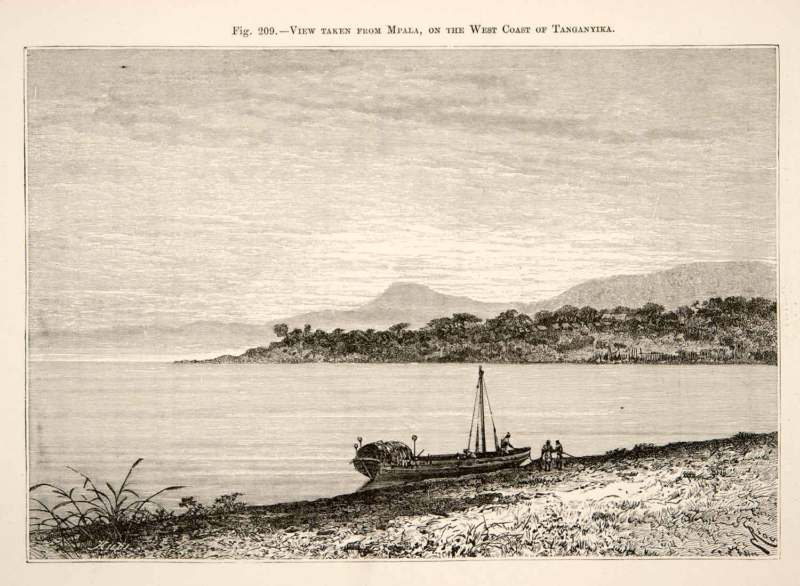
Mpala vid Tanganyikasjön 1892.
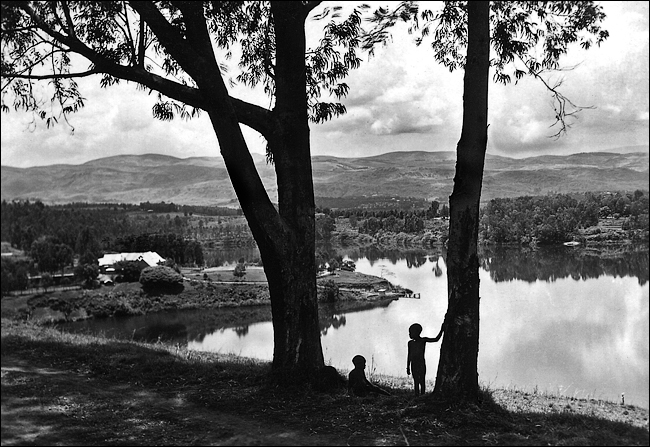
Kivusjön sedd från Cyangugu (Shangugu) i Rwanda.
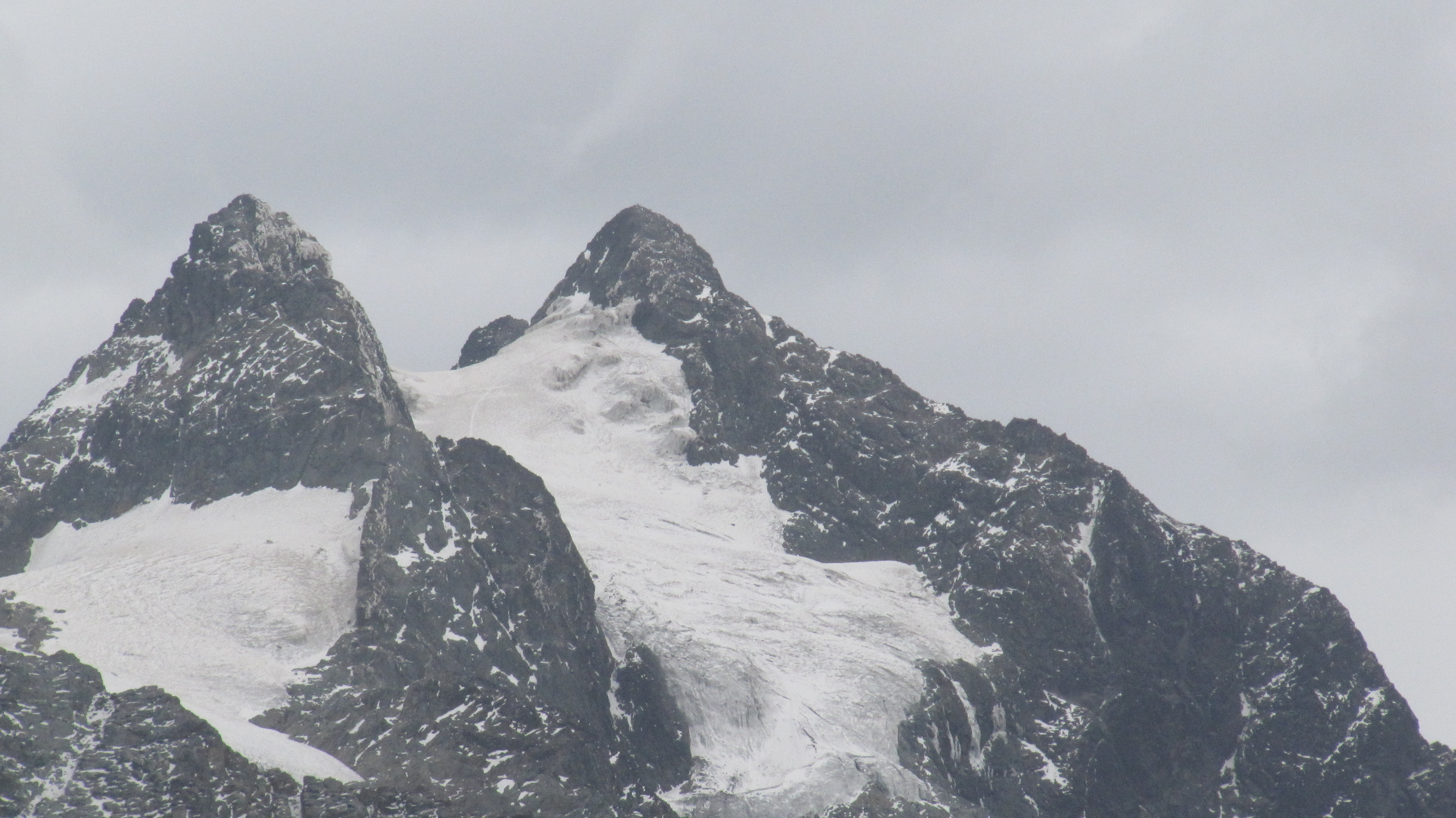
Mount Stanley - Alexandra Peak och Margherita Peak.

## Klimat
I den större delen av Övre Kongo råder ett tropiskt klimat. Vid Ekvatorn regnar det ganska regelbundet året om. Lite längre norrut och söderut finns två regniga årstider, april-november och oktober-maj. Under de regniga årstiderna förekommer våldsamma åskväder som dock sällan varar i mer än några timmar. I den södra delen av Övre Kongo råder ett subtropisk klimat och längs bergskedjan Ruwenzori är det svalt och torrt.

## Svenska Missionsförbundet
Svenska Missionsförbundet (senare Svenska Missionskyrkan) beslöt 1880 att börja mission i Kongo. Missionen blev självständig 1884 efter 5 års samarbete med Livingstone Inland Mission. Man arbetade bland annat med att utarbeta ett skriftspråk för kikongo och översätta Bibeln till detta språk. Under åren 1881–1911 sändes över 100 missionärer till Kongo. Här omnämns endast några av de tidigaste. 
- Carl Johan Engvall (1858–1936). Den förste svenske missionär som reste till Nedre Kongo. Han anlände till hamnstaden Banana vid Kongoflodens mynning den 25 augusti 1881 tillsammans med två engelska missionärer. Han tvingades dock återvända hem på grund av sjukdom efter endast tre månader.
- Nils Westlind (1854–1895) var språkforskare och utarbetade en grammatik för språket kikongo. Han genomförde tre resor till Kongo, de första två 1882–1885 och 1886–1892, efter vilka han återvände hem. Den tredje resan påbörjades 1893, men Westlind dog under återresan den 2 mars 1895 i Las Palmas på Kanarieöarna.
- Karl Johan Pettersson[7] (1855–1921). Han kom till Kongo och Mukimbungu 1882 och grundade missionsstationen Kibunzi 1888 och Londe 1892–1893. Han skrev om sin tid som missionär men hann inte klart innan han dog. Hans arbete gavs ut 1923 som "Äventyr i Centralafrika, del I och II" och skildrar tiden fram till 1885. Han var dock verksam i Kongo ända fram till 1900 då han återvände till Sverige.
- Wilhelmina Svensson (1861–1890), Anna Andersson (1863–1889) och Elisabet Karlsson (1861–1888) var de första kvinnliga missionärerna som reste till Kongo. De avreste alla den 17 april 1888, men ingen av dem återvände hem. Wilhelmina Svensson avled vid Tunduwa missionsstation den 14 april 1890. Anna Andersson avled vid Mukimbungu missionsstation den 22 januari 1889. Elisabet Karlsson dog den 23 juli 1888 vid Tunduwa missionsstation, kort efter framkomsten.
- Carl Johan Nilsson (1858–1891). Han genomförde två resor till Kongo, den första 1886–1890, efter vilken han återvände hem. Den andra resan påbörjades 1891, men han avled på Mukimbungu missionsstation den 14 november samma år.

## Stanley och Livingstone
Henry Morton Stanley (född John Rowlands, 1841–1904), en brittisk-född amerikansk upptäcktsresande och journalist, reste 1867 ut från Zanzibar i syfte att hitta missionären David Livingstone (1813–1873), som inte hade hörts av på flera år. Livingstone hade rest till Afrika för att utforska de övre delarna av floden Lualaba i Övre Kongo. Stanley hittade Livingstone den 10 november 1871 i Ujiji vid Tanganyikasjön. Lualaba antogs i Europa vara ansluten till Nilen, men Stanley upptäckte att den i själva verket var ansluten till Kongofloden. Efter att ha lämnat Livingstone seglade Stanley 1 600 km nedför Lualaba och Kongofloden till den stora sjön som han gav namnet Stanley-Pool (nuvarande Malebodammen). Sedan tog han en stor omväg över land till Boma innan han 1877 till slut nådde Atlanten.  

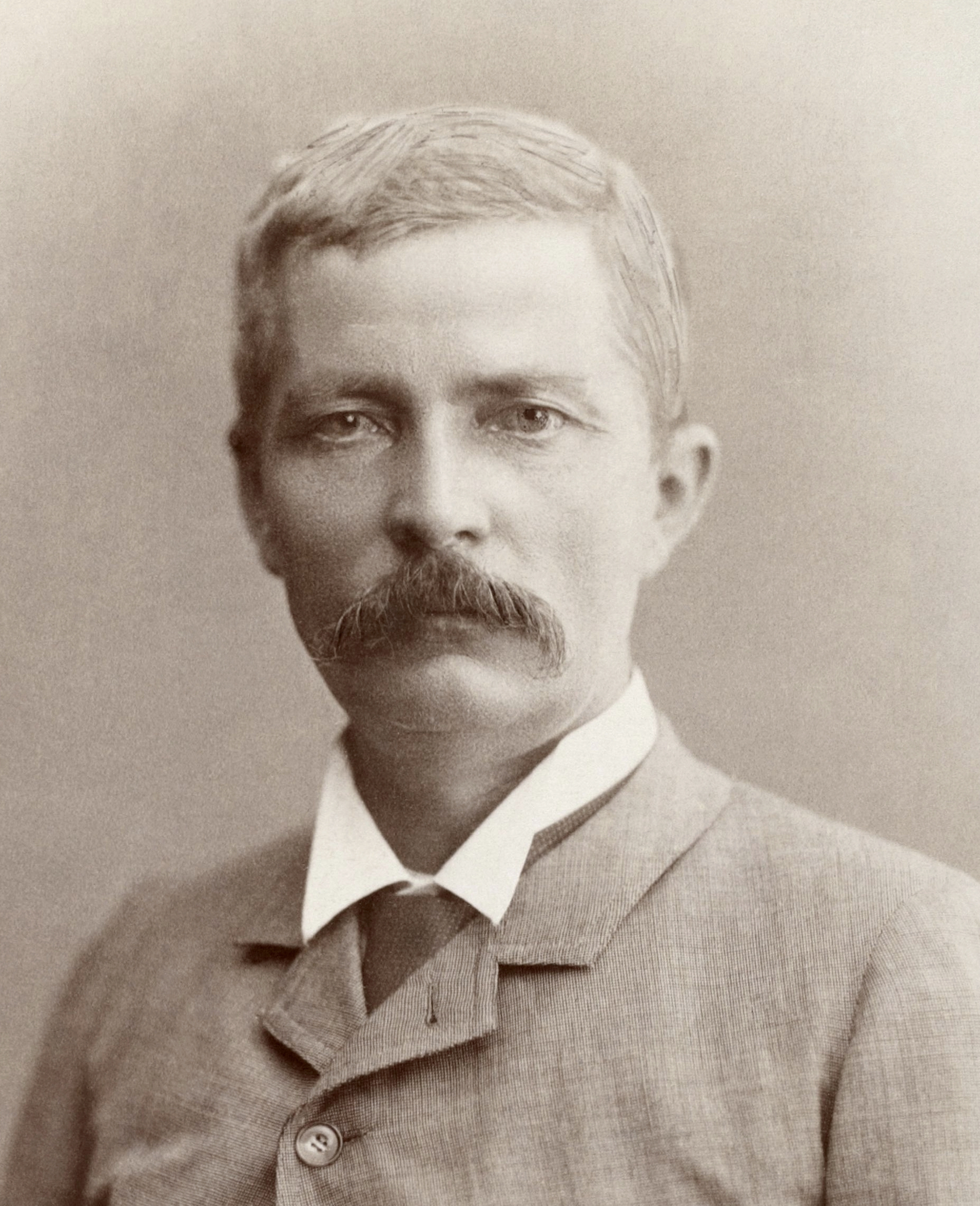
Henry Morton Stanley
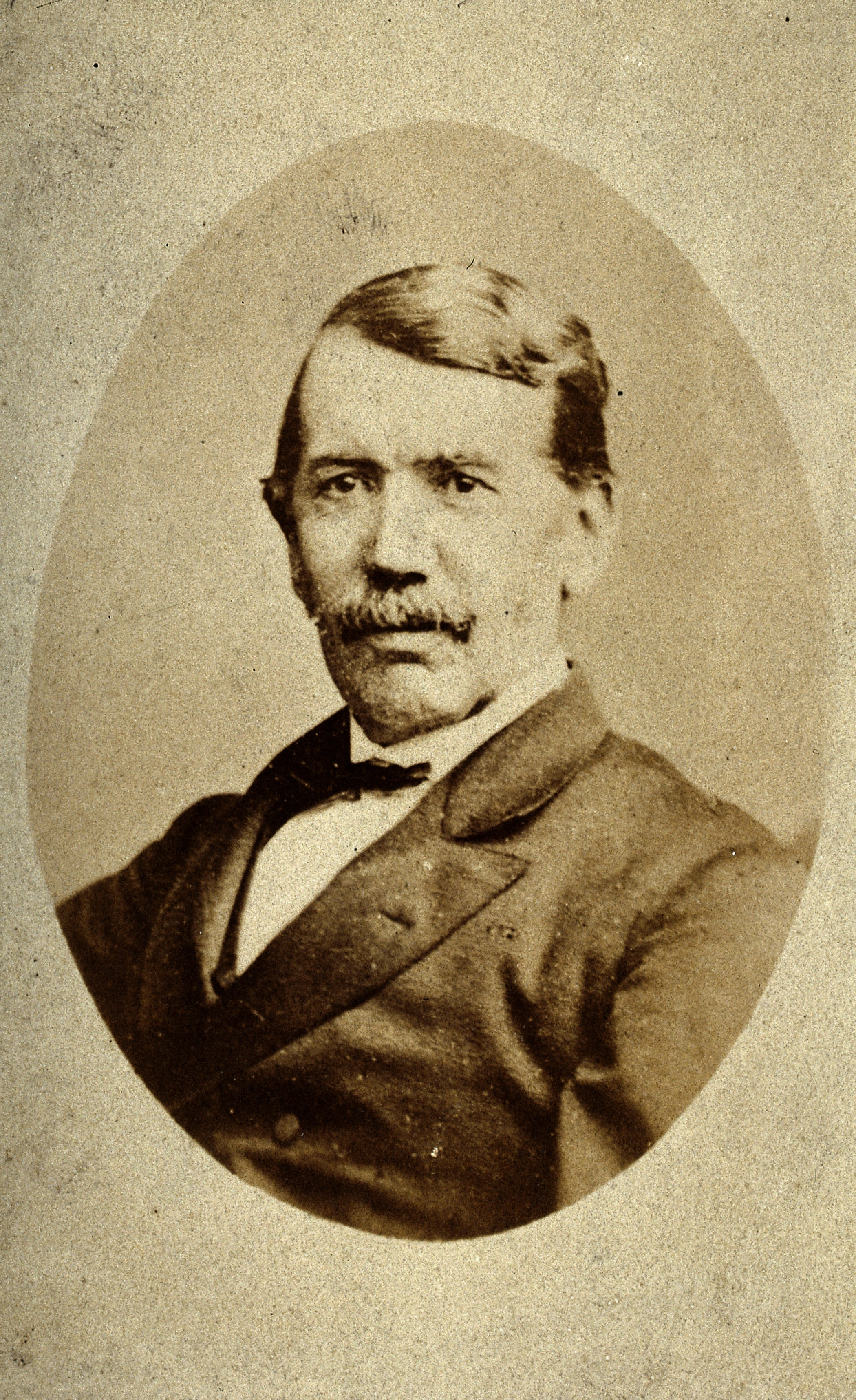
David Livingstone